# Solanum polyadenium
Solanum polyadenium là loài thực vật có hoa trong họ Cà. Loài này được Greenm. miêu tả khoa học đầu tiên năm 1903.